# Europäischer Metallgewerkschaftsbund

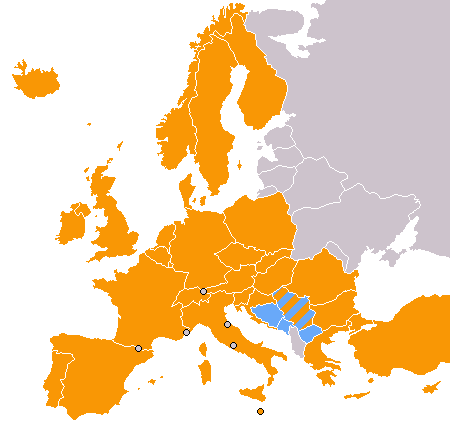

Der Europäische Metallgewerkschaftsbund (EMB), engl. European Metalworkers Federation (EMF), gegründet 1971, war ein Europäischer Gewerkschaftsverband mit Sitz in Brüssel.
Am 12. Mai 2012 wurde IndustriALL European Trade Union als Zusammenschluss von
- EMB,
- EFBCE Europäische Föderation der Bergbau-, Chemie- und Energiegewerkschaften (engl. European Mining, Chemical and Energy Federation EMCEF) und
- EGV-TBL Europäischer Gewerkschaftsverband Textil, Bekleidung und Leder (engl. European Federation of Textile, Clothing and Leather ETUF-TCL)

gegründet. Die Satzung bzw. politische Entschließung wurde auf dem Gründungskongress am 16. Mai 2012 verabschiedet.

## Mitglieder
| Vollmitglieder | Vollmitglieder |
| --- | -------------- |
| Belgien | 7              |
| Metallurgistes Wallonie-Bruxelles/Metaalbewerkers Wallonie-Brussel (MWB - FGTB) ABVV Metaal Centrale Nationale des Employés (CNE) Christelijke Centrale der Metaalbewerkers van België (ACV-Metaal) Landelijke Bedienden Centraale - National Verbond voor Kaderpersoneel (LBC-NVK) Centrale Générale des Syndicats Libéraux de Belgique (CGSLB-ACLVB) Syndicat des Employes, Techniciens et Cadres de Belgique (SETCa/BBTK) |                |
| Bulgarien | 3              |
| Metalicy NFTINI "Podkrepa" CL (NFTINI) TUFOEMI |                |
| Dänemark | 2              |
| CO industri The Danish Society of Engineers (IDA) |                |
| Deutschland | 1              |
| Industriegewerkschaft Metall (IG Metall) |                |
| Finnland | 5              |
| The Finnish Association of Graduate Engineers (TEK) Finnish Electrical Workers' Union (Sähköliitto) Union of Professional Engineers in Finland (IL) Finnish Metalworkers' Union (Metalli) Union of Salaried Employees (TU) |                |
| Frankreich | 7              |
| Federation des Travailleurs de la Metallurgie (CGT) FORCE OUVRIERE (FO Métaux) Fédération National C.F.T.C. des Syndicates de la Métallurgie et Parties Similaires (CFTC Metallurgie FM-CFTC) Federation Nationale des Travailleurs de l'Etat (FNTE/CGT) FO Defense Fédération Générale des Mines et de la Métallurgie CFDT (FGMM-CFDT) FEAE-CFDT                                                                            |                |
| Griechenland | 1              |
| Panhellenic Metalworkers' Federation (POEM) |                |
| Irland | 1              |
| SIPTU |                |
| Island | 1              |
| The Icelandic Union of Marine Engineers and Metal Technicians (VM) |                |
| Italien | 3              |
| Federazione Italiana Metalmeccanici (FIM-CISL) Federazione impiegati operai metallurgici (FIOM) Unione Italiana Lavoratori Metalmeccanici (UILM) |                |
| Kroatien | 1              |
| Sindikat Metalaca Hrvatske (SMH) |                |
| Luxemburg | 2              |
| LCGB OGB-L |                |
| Malta | 1              |
| General Workers' Union (Malta) (GWU) |                |
| Niederlande | 4              |
| CNV Bedrijvenbond De Unie FNV-Bondgenoten VHP Metalektro |                |
| Norwegen | 4              |
| Fellesforbundet (FF) Handel og Kontor i Norge (HK) he Norwegian Society of Engineers and Technologists (NITO) The Norwegian Society of Chartered Tachnical and Scientific Professionals (TEKNA) |                |
| Österreich | 1              |
| Gewerkschaft Metall-Textil-Nahrung (GMTN) |                |
| Polen | 2              |
| Trade Unions Federation Metalowcy (OPZZ) Metalworkers' Secretariat NSZZ "Solidarnosc" ("Solidarność") |                |
| Portugal | 2              |
| Metal, Machinery, Mining, Chemical, Pharmaceutical, Oil and Gas Federation (FEQUIMETAL) SIMA |                |
| Rumänien | 3              |
| FNS Solidaritatea Metal (SMETAL) Trade Union Federation of Steel Workers (FSS METAROM) Federaţia Sindicală a Lucrătorilor din Industrie - METAL (FSLI-Metal) |                |
| Schweden | 3              |
| Swedish Association of Graduate Engineers Industrifacket Metall (IF Metall) Unionen |                |
| Schweiz | 2              |
| Unia Syna |                |
| Serbien | 1              |
| Granski Sindikat Metalaca (GSM Nezavisnost) |                |
| Slowakei | 1              |
| Odborový zväz KOVO (OZ KOVO) |                |
| Slowenien | 1              |
| Trade Union of Metal and Electro Industry of Slovenia (SKEI) |                |
| Spanien | 3              |
| Metal, Construction and Allied Workers’ Federation (MCA-UGT) Federacion Minerometalurgica de CC.OO (FM de CC.OO) FTM-ELA |                |
| Tschechien | 1              |
| Czech Metalworkers' Federation (OS KOVO) |                |
| Türkei | 1              |
| Birlesik Metal-Is Sendikasi (BIRLESIK) |                |
| Ungarn | 1              |
| Hungarian Metalworkers' Federation (VASAS) |                |
| Vereinigtes Königreich | 4              |
| Amicus Community National Union of Gasworkers and General Labourers (GMB) Transport & General Workers' Union (T&G) |                |
| Zypern | 1              |
| OVIEK-SEK |                |
| Assoziierte Mitglieder |                |
| Bosnien und Herzegowina | 1              |
| Sindikat Metalaca Bosne I Hercegovine |                |
| Kosovo | 1              |
| SPMK |                |
| Nordmazedonien | 1              |
| Trade Union of Industry, Energy and Mines of Macedonia (SIER) |                |
| Montenegro | 1              |
| MTUM |                |